# Skaut (sport)

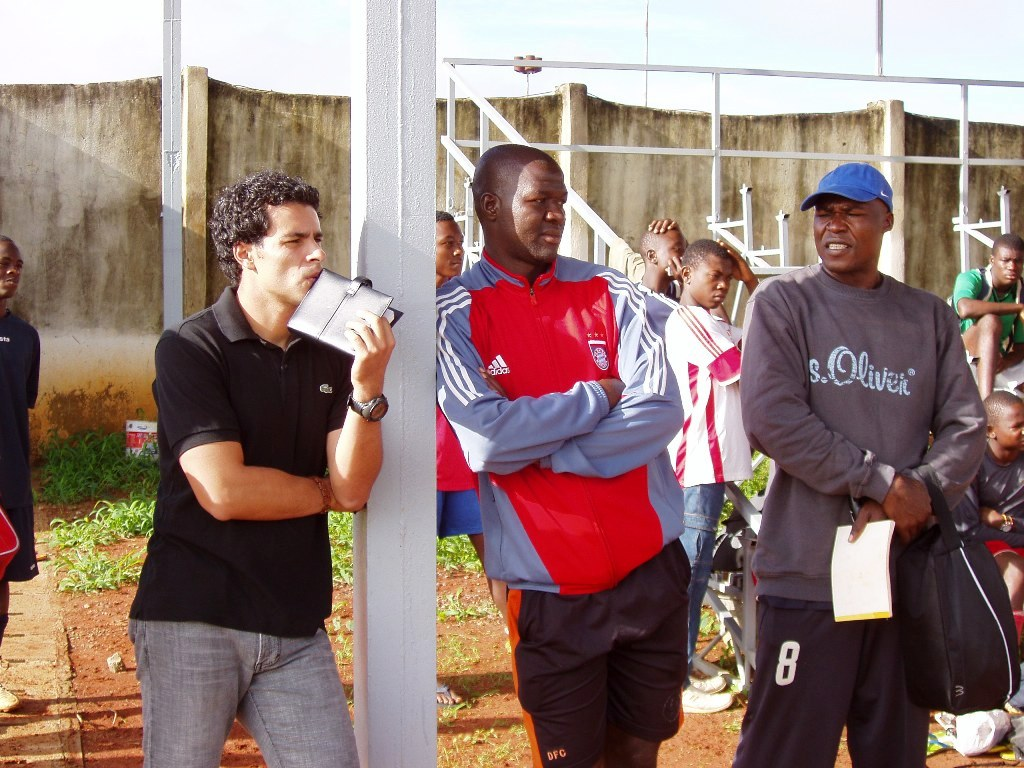
Mexický fotbalový skaut Enrique Meza (vlevo) při sledování utkání

Skaut (z angl. scout, pátrač, zvěd) je osoba, která ve sféře profesionálního sportu hledá talentované sportovce a posuzuje jejich dovednosti. Skaut je zaměstnancem určitého klubu či pátrá po talentovaných sportovcích v rámci daného sportovního odvětví. K náplni jeho práce může rovněž patřit analýza taktických prvků budoucího protivníka. Většina skautů v minulosti sama působila v roli sportovců.